# 伯恩斯維爾 (明尼蘇達州)
伯恩斯維爾（英語：Burnsville）是美國明尼蘇達州達科他縣的一座城市，與伊根、蘋果谷、萊克維爾以及亨內平縣的布盧明頓等城市比鄰，並且是明尼阿波利斯-聖保羅都會區的一部分。依據2020年美國人口普查人口有64,317人。